# Droga krajowa 6
Die Droga krajowa 6 (kurz DK6, pol. für ,Nationalstraße 6‘ bzw. ,Landesstraße 6‘) ist eine Landesstraße in Polen. Sie führt derzeit von Stettin bis Gdingen und stellt einen Teil der West-Ost-Verbindung zwischen der westlichen Grenze Polens zu Deutschland und Dreistadt im polnischen Straßenverkehr dar. Sie verläuft parallel zur Ostseeküste und ist auf der gesamten Strecke Teil der Europastraße 28.
Die Gesamtlänge beträgt 296,7 Kilometer. Inzwischen wurde sie auf einigen Abschnitten durch die Schnellstraße S6 ersetzt. Nach der Fertigstellung der Autobahn A6 und der Schnellstraße S6 wird die Landesstraße auf ihrer gesamten Strecke aus dem Straßennetz verschwinden.

## Geschichte
Mit der Reform der Nummerierung aller Landesstraßen wurde die heutige Streckenführung der Landesstraße endgültig am 9. Mai 2001 festgelegt. Sie folgt fast auf ihrer gesamten Länge der früheren Reichsstraße 2.

## Wichtige Ortschaften entlang der Strecke
- Stettin
- Koszalin
- Sianów
- Sławno
- Słupsk
- Lębork
- Wejherowo
- Reda
- Rumia
- Gdingen